# ケーシー・ランキン
ケーシー・ランキン（Casey David Rankin、1946年7月10日 - 2009年1月2日 ）はアメリカ、カンザス州生まれの音楽家。1971年以降日本において活動しており、ロックバンド「SHŌGUN」やソロでの活動が知られる。息子は同じく音楽家のエリック・ゼイ。

## 経歴
1946年、アメリカカンザス州に生まれ、青春期までをニューヨークで過ごす。1963年に海兵隊に入隊し、1965年からはベトナムでの任務に就いた。ヘリコプター乗務員として戦闘地域に赴き、過酷な戦場を体験する。除隊後は音楽家として活動、バンドマンとして訪れた日本に魅力を感じ、1971年から日本に定住。商事会社勤務後、音楽活動を再開。
1974年、同じ在日外国人音楽家であるマイク・ダン、ロバート・ブリルらと共にロックバンドSHORT HOPEを結成、米軍キャンプを回り、1976年にアルバム「SHORT HOPE」を発表。
1979年、芳野藤丸、大谷和夫、長岡道夫らスタジオ・ミュージシャンが集まって活動していたワン・ライン・バンドがテレビドラマ『俺たちは天使だ!』の音楽を担当する事になり、新たなメンバーにケーシーを迎え、バンド名もSHŌGUNと改め活動を開始する。
ケーシーが作曲を担当した『俺たちは天使だ!』の主題歌「男達のメロディー」は50万枚を超えるヒットとなる。先述のようにSHŌGUNはスタジオ・ミュージシャンの集まりが母体である事からメンバーの演奏力が非常に高く、当時のドラマ主題歌としてはまだ少なかった本格的なロックサウンドはマニアにも高く評価された。同年、松田優作主演の『探偵物語』テーマ曲「BAD CITY」（ケーシー作詞・作曲）を発表。SHŌGUNは一躍人気バンドとなり、その中でもヒット曲の作曲を担当、フロントマンとしても活躍したケーシーの評価を高めた。SHŌGUN自体は2年に満たず活動停止となるが、既に音楽家として評価を得ていたケーシーは映画やアニメの音楽、CM曲、ゲーム曲の制作、プロデュースなど活動の幅を広げる。この頃広島エフエム放送に週1回1時間のレギュラー番組「ミュージックマン・ショウ」を持ちDJとしても人気を得る（番組は1985年に終了）。
1985年にSHORT HOPE時代の仲間マイク・ダンと新たなメンバーを加え、オリジナルとはまったく異なる構成でSHŌGUNを再結成、アルバム「JUS-TUS」を発表するがすぐに解散。その後も引き続き音楽活動を続けるが、表立って名前が出ることは少なくなっていった。
1997年、オリジナルメンバーを一部入れ替える形でSHŌGUNが再結成（この時はエリックも参加）。かつてのヒット曲「BAD CITY」の新バージョンがサッポロ飲料のCMソングとして使われたこともあり、SHŌGUNが再評価され始めるもケーシーは脱退、程なくしてSHŌGUNも再度の活動停止を余儀なくされる。また同時期に発売された缶コーヒー「WONDA」のCM曲を手がけた。1999年、自身のレーベルとしてPure Recordsを設立。その後もCM曲の制作やオリジナル・アルバムの発表、ライブ活動を精力的に行っていた。
2004年6月、食道癌と診断されたが放射線治療などを受け11月にライブ活動を再開。2006年3月に食道がんが再発し、その後は治療を続けながらライブ活動を続けた。
2008年4月「スーパーロボット大戦感謝祭2008」にて、 『漂流〜スカイハリケーン〜』を歌唱。久しぶりに本曲を歌った事を語っている。
2009年1月2日、死去。享年62。

## 活動

### 作詞
- EVE
  - BURNING DESIRE（1988年）

### 作曲
- 松本伊代
  - ひとかけらの夏（1981年）
  - 夜間飛行（1981年）
  - A BOY MEETS A GIRL（1982年）
  - ラブ・LOVE・ラブ（1982年）
- 西城秀樹
  - CRYSTAL LOVE（1982年）
  - BORN TO BE A STAR（1982年）
- 原田知世
  - 左右のエレベーター（1986年）

### アニメ
- 「大恐竜時代（日本テレビ系スーパー・アニメ・スペシャル）」（1979年）
  - 愛ある世界Giving Love - 名義は歌／ケーシー・ランキン　演奏／ショーグン&グランド・シンフォニック・オーケストラ　当時SHŌGUNの所属はCBS・ソニーだったが、この曲のシングル、アルバムは日本コロムビアから発売。

- 「超時空世紀オーガス」（1983年）
  - OP曲「漂流〜スカイハリケーン〜」・ED曲「心はジプシー」を担当。

- 「らんぽう」（1984年）
  - OP曲「ワープボーイ」の作曲・編曲。

### CM音楽
- Met People（キリン）：（1980年）
- I Believe in You（全日空）：（1982年）
- 夢をつなぐ天使（こども）たち JUST LIKE TODAY(SHŌGUN)（ミキハウス）：（1985年）
- Live is The Feeling（アサヒビール）：（1993年）
- Wonda（アサヒ飲料）：（1997年）
- トッポ（ロッテ）：（2002年）
  - CM本編にも出演。

### 映画
- 「蘇える金狼」主題歌 -蘇える金狼のテーマ-（作曲担当）および挿入曲（1979年、「蘇える金狼 オリジナル・サウンドトラック」を参照）
- 「龍の忍者」主題歌 -THE LEGEND OF THE NINJA-（作詞担当）（1982年）
- 「少林寺2」主題歌ハート・オブ・ライオン（ザ・グレート・カブキ名義）（1984年）
- 「ロンリーウェイ」主題歌（1984年）

### その他
- 雅プロジェクトとして、演歌8曲を英語詞でカバーしたアルバムを制作。LP・CDを別ミックスダウンで発売。（1988年）
- メガCDのゲーム『ソニック・ザ・ヘッジホッグCD』のOP・EDテーマ曲の作詞とラップを担当。（1993年）
- ぱっぱらパパ（2002年）
  - NHK「みんなのうた」

## エピソード
- ケーシーがベトナムに派遣された1965年は、米軍のベトナム派遣が大規模に行われ、北爆も開始されるなど、ベトナム戦争が一気に激化を始めた年でもある。ケーシー自身も戦地で死線をくぐっており、この体験から現地で仏教徒となったという。
- 自身の戦争体験を元に、1995年から寺院でコンサートを行い、平和を願う活動「平和への道」を全国で行なっていた。

## 外部サイト
- Casey Rankin Site（公式サイト）